# Persekabpas Pasuruan
Le Persekabpas Pasuruan est un club indonésien de football basé à Pasuruan dans la province de Java oriental.